# Armadillidium decipiens
Armadillidium decipiens is een pissebed uit de familie Armadillidiidae. De wetenschappelijke naam van de soort is voor het eerst geldig gepubliceerd in 1833 door Brandt.